# 小俣ダム
小俣ダム（おまたダム）は、富山県富山市、一級河川・常願寺川水系小口川に建設されたダム。高さ37メートルの重力式コンクリートダムで、北陸電力の発電用ダムである。同社の水力発電所・小俣ダム発電所・小俣発電所に送水し、合計最大3万5,900キロワットの電力を発生する。

## 歴史
昭和30年代、北陸電力は戦後の復興と高度経済成長に伴い問題となった電力不足を解消すべく、常願寺川有峰発電計画 (JAP) を推進。1959年（昭和34年）、常願寺川水系和田川の上流に有峰ダムを完成させた。有峰ダムに貯えた水は和田川第一発電所および和田川第二発電所に送水され、合計最大14万9,000キロワットの電力を発生する。このうち和田川第二発電所で発電に使用した水は新中地山ダムにおいて取り入れられ、新中地山発電所（7万4,000キロワット）にて再び発電に使用される。
和田川第二発電所および新中地山発電所は、電気が多く消費される時間帯に集中して発電するという運用が採られている。これに伴う下流河川の急激な増減水を抑える逆調整池として、新中地山発電所の下流に小俣ダムが建設されることになった。小俣ダムは新中地山発電所で発電に使用した水を一時的に貯え、小俣ダム発電所および小俣発電所を通じて一定量の水を下流に放流するものである。小俣ダム建設工事は1958年（昭和33年）に着工、1962年（昭和37年）に完成した。

## 周辺
有峰林道・水須連絡所の手前に小俣ダムがある。天端は車道になっており、自由に通行することができる。ダム湖右岸には新中地山発電所がある。小口川の東を流れる和田川に建設された新中地山ダムから取り入れた水を発電に使用したのち、小俣ダムに放流している。この新中地山発電所は、小口川第一発電所と建物を共有している。小口川第一発電所は1938年（昭和13年）に中越水電が完成させたもの（当時2,600キロワット）で、戦後になって北陸電力に継承されたものである。小俣ダム建設に伴い水没することになったため、新中地山発電所の建物内に移設され、出力も3,200キロワットに増強された。
小俣ダム直下には小俣ダム発電所がある。そもそも当初の計画では小俣ダムから小俣発電所まで圧力トンネルにて直接送水する計画であったが、建設前の調査によって圧力トンネルを開削には適していない地質であることが判明した。このため小俣ダム発電所を通じていったんダム直下に放流し、そこから無圧水路にて小俣発電所まで導水されることになった。小俣ダム発電所には13メートルから2メートルまで大きく変動する有効落差にも対応できる円筒カプラン水車（チューブラ水車）発電機が1台設置されている。この発電機をバイパスする流路も用意されており、こちらは発電機のメンテナンス時や、小俣ダムの水位が著しく低く、発電機の水量だけでは規定の放流量を確保できないときに開放される。
小俣ダムの上流には小口川ダムがある。有峰ダム再開発事業の中で建設された北陸電力の発電用ダムで、新たに運転を開始した有峰第一発電所および有峰第二発電所の逆調整池を形成し、有峰第三発電所（2万キロワット）を通じて一定量の水を小俣ダムに放流するものである。なお、小俣ダム上流には水須連絡所があり、これより先、小口川ダム方面は有料道路となる。このため所定の通行料金を支払わなければ、小口川ダムには近づけない。

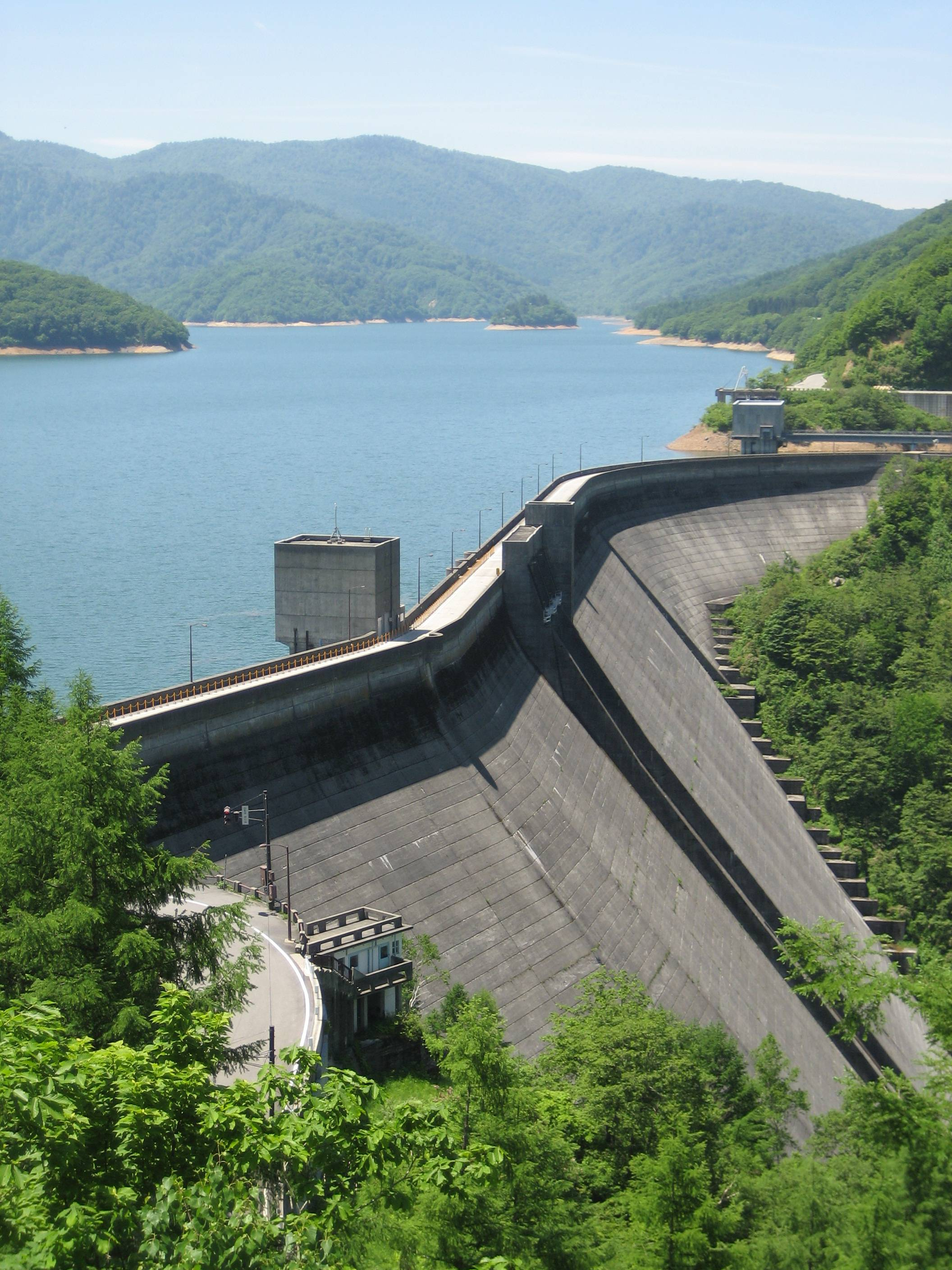
有峰ダム
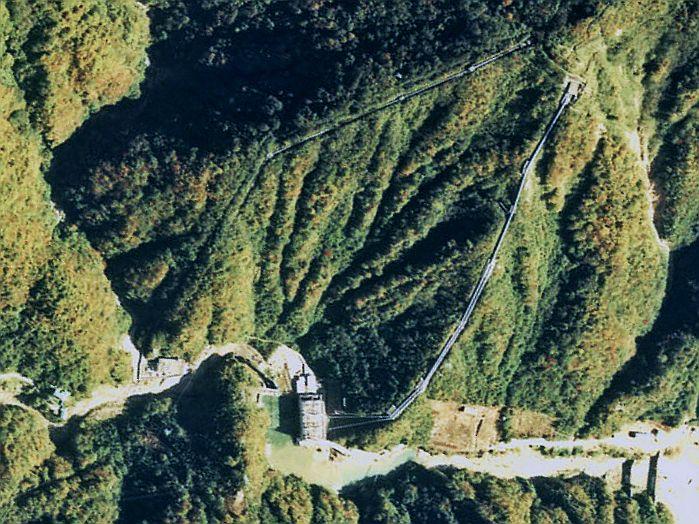
和田川第一・第二発電所と新中地山ダム
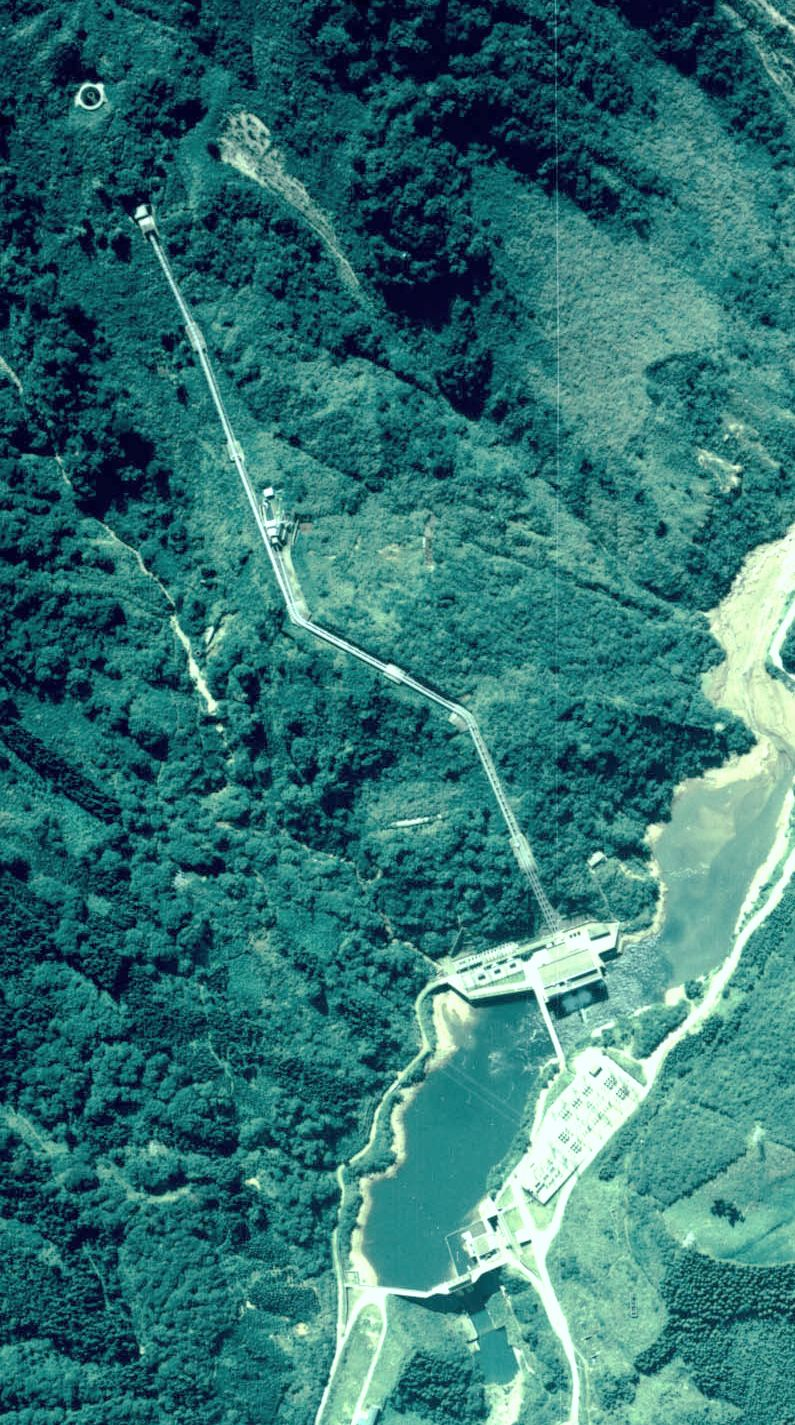
小俣ダムと新中地山発電所
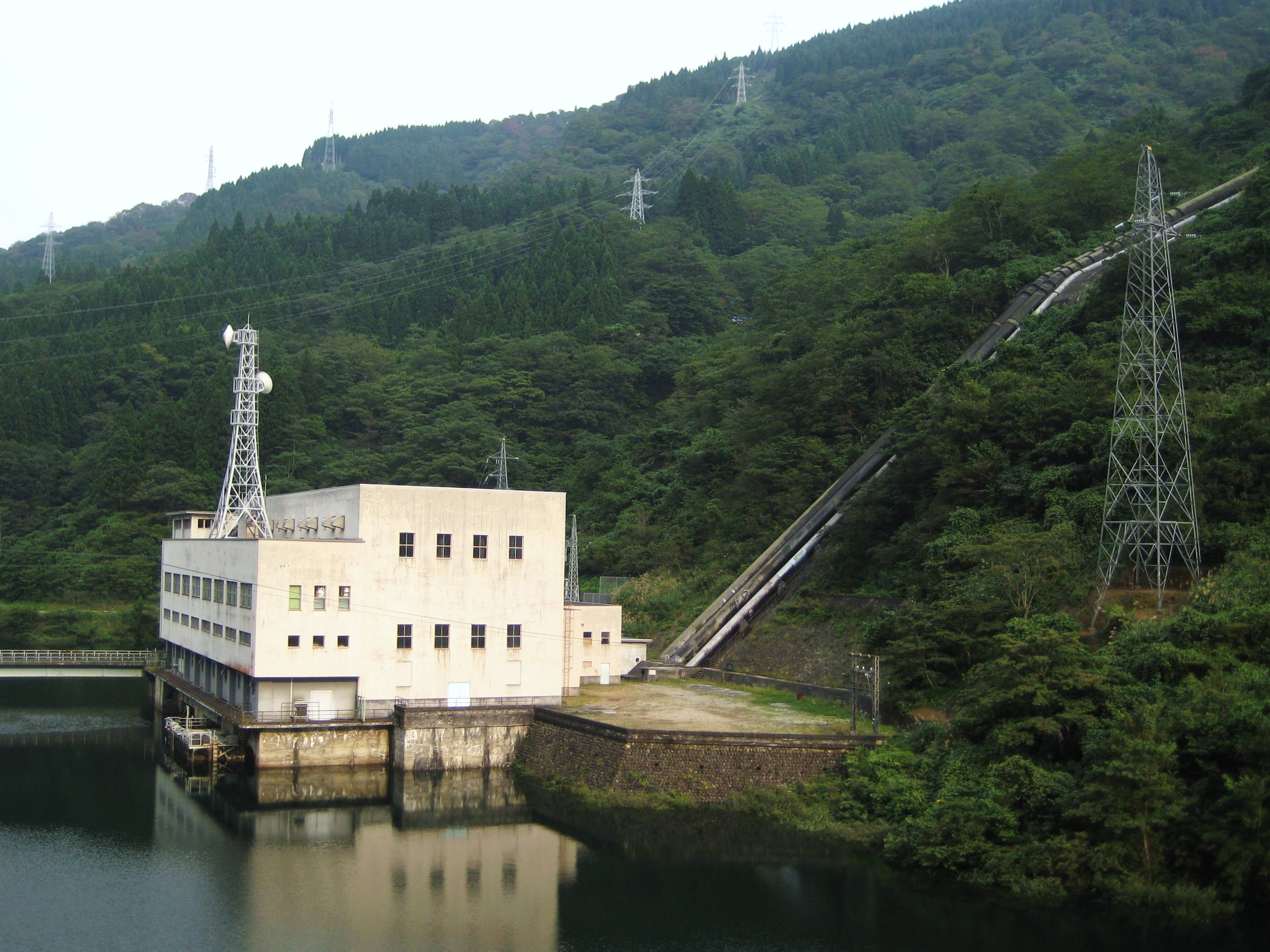
新中地山発電所
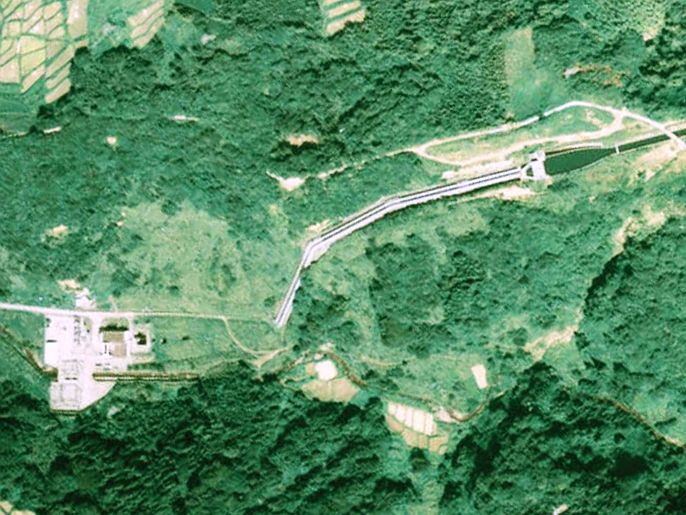
小俣発電所
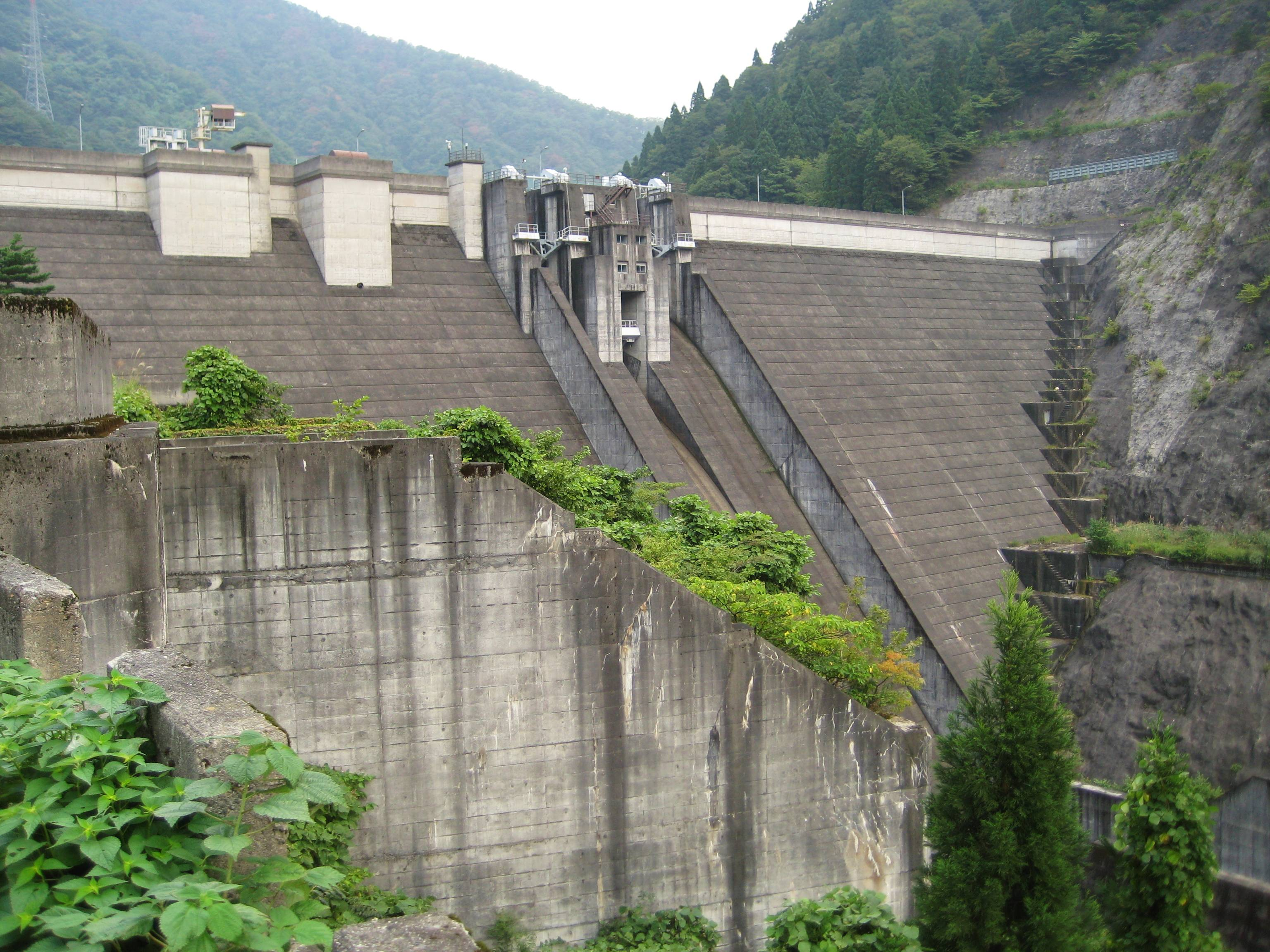
小口川ダム